# Răstoace, Putila
Răstoace (în ucraineană Розтоки, transliterat: Roztokî și în germană Rostoki sau Rostoacze) este un sat reședință de comună în raionul Putila din regiunea Cernăuți (Ucraina). Are 1,496 locuitori, preponderent ucraineni (huțuli).
Satul este situat la o altitudine de 389 metri, pe malul râului Ceremuș, în partea de nord a raionului Putila. De această comună depind administrativ satele Gropi, Ocolena și Tovarnițea.

## Istorie
Localitatea Răstoace a făcut parte încă de la înființare din regiunea istorică Bucovina a Principatului Moldovei.
După cum afirmă cronicarul moldovean Ion Neculce (1672-1745) în lucrarea sa O samă de cuvinte: Când au aședzat pace Ștefan-vodă cel Bun cu leșii, fiind Ion Tăutul logofăt mare, l-au trimis sol la leși. Și au dăruit craiul leșescu Tăutului aceste sate la margine: Câmpul Lungu rusescu, Putila, Răstoaceli, Vijnița, Ispasul, Milie, Vilavce, Carapciul, Zamostie, Vascăuții, Voloca. Toate acestea le-au dăruit craiul leșescu Tăutului logofătului. Și au pus hotar apa Cirimușul, întru o duminică dimineața..
În ianuarie 1775, ca urmare a atitudinii de neutralitate pe care a avut-o în timpul conflictului militar dintre Turcia și Rusia (1768-1774), Imperiul Habsburgic (Austria de astăzi) a primit o parte din teritoriul Moldovei, teritoriu cunoscut sub denumirea de Bucovina. După anexarea Bucovinei de către Imperiul Habsburgic în anul 1775, localitatea Răstoace a făcut parte din Ducatul Bucovinei, guvernat de către austrieci, făcând parte din districtul Vijnița (în germană Wiznitz).
În anul 1848, comunitatea locală a sprijinit răscoala iobagilor bucovineni condusă de Luchian Cobiliță.
După Unirea Bucovinei cu România la 28 noiembrie 1918, satul Răstoace a făcut parte din componența României, în Plasa Răstoacelor a județului Storojineț. Pe atunci, majoritatea populației era formată din ucraineni, existând și o comunitate de evrei. În perioada interbelică a funcționat aici o fabrică de produse de pielărie. De asemenea, exista și o Casă ucraineană de lectură .
Ca urmare a Pactului Ribbentrop-Molotov (1939), Bucovina de Nord a fost anexată de către URSS la 28 iunie 1940, reintrând în componența României în perioada 1941-1944. Apoi, Bucovina de Nord a fost reocupată de către URSS în anul 1944 și integrată în componența RSS Ucrainene.
Începând din anul 1991, satul Răstoace face parte din raionul Putila al regiunii Cernăuți din cadrul Ucrainei independente. Conform recensământului din 1989, numărul locuitorilor care s-au declarat români plus moldoveni era de 5 (1+4), reprezentând 0,37% din populația comunei . În prezent, satul are 1.496 locuitori, preponderent ucraineni.

## Demografie
Componența lingvistică a localității Răstoace
     Ucraineană (99,47%)
     Alte limbi (0,47%)
Conform recensământului din 2001, majoritatea populației localității Răstoace era vorbitoare de ucraineană (99,47%), existând în minoritate și vorbitori de alte limbi.
1989: 1.368 (recensământ) 
2007: 1.496 (estimare)

### Recensământul din 1930
Componența etnică a comunei Răstoace (județul Storojineț)
     Români (0,61%)
     Ruteni (96,11%)
     Evrei (3,28%)
Componența confesională a comunei Răstoace
     Ortodocși (95,88%)
     Mozaici (3,28%)
     Altă religie (0,84%)
Conform recensământului efectuat în 1930, populația comunei Răstoace se ridica la 2.160 locuitori. Majoritatea locuitorilor erau ruteni (96,11%), cu o minoritate de evrei (3,28%) și una de români (0,61%). Din punct de vedere confesional, majoritatea locuitorilor erau ortodocși (95,88%), dar existau și mozaici (3,28%). Alte persoane au declarat: greco-catolici (13 persoane) și baptiști (5 persoane). 

## Personalități
- Maria Matios (n. 1959) - scriitoare ucraineană (poetă și romancieră)

## Obiective turistice
- Biserica de lemn cu hramul „Adormirea Maicii Domnului” - construită în 1875 din grinzi de brad. Are trei turle și un iconostas de lemn sculptat de o mare valoare artistică. Biserica a fost inclusă în lista de monumente ale patrimoniului cultural național al Ucrainei, fiind considerat monument de importanță națională.[7]